# Wie bist du, Frühling, gut und treu, WAB 58
Wie bist du, Frühling, gut und treu (Printemps, comme tu es bon et fidèle), WAB 58 est un lied composé par Anton Bruckner, en 1856, sur un texte d'Oskar von Redwitz.

## Historique
Bruckner a composé le lied sur cinq strophes des Amaranths Waldeslieder (chants de la forêt d'Amaranth) de Oskar von Redwitz. Il a dédié l'œuvre à Friedrich Mayer, le prélat de l'Abbaye de Saint-Florian,.
Deux manuscrits originaux sont archivés à la Wiener Stadt- und Landesbibliothek et chez l'éditeur Anton Böhn & Sohn à Augsbourg. Le lied a d'abord été publié en 1902 par Max Marschalk dans Die Musik, Volume 1, n° 17,. La première exécution publique a eu lieu lors d'un concert de la Wiener Akademischer Wagner-Verein le 5 février 1903 par Gisella Seehofer, qui y a aussi créé l'Ave Maria, WAB 7 et Im April.
En 1930, un fac-similé de l'œuvre a été publié dans le Volume III/2, pp. 184-188 de la biographie Göllerich/Auer. Le lied est édité dans le Volume XXIII/1, no 2 de la Bruckner Gesamtausgabe.

## Texte
Le lied utilise les strophes 1, 2, 3, 8 et 9 du texte Amaranths Waldeslieder de Oskar von Redwitz.
| Wie bist du, Frühling, gut und treu, Daß nie du kömmst mit leerer Hand! Du bringst dem Baume Blätter neu, Dem Blümlein farbiges Gewand! Du bringst das Lied dem Vögelein, Durch dich so blau der Himmel lacht! Du bringst der Welt den Sonnenschein. Was hast du mir denn mitgebracht? Waldvögelein! Wie singst du heut' So herzlichlieb, wie nie zuvor! Möcht' fliegen ja vor lauter Freud' Ein Vöglein hoch zu Gott empor! Ihr lieben Vöglein, singt nur fort, So lang's vermag die kleine Brust! Singt von des Frühlings Herrlichkeit, Singt von des Frühlings Lieb' und Lust! Und sänget ihr auch ewig fort, Viel tausend Jahre Tag und Nacht, Ihr könntet singen nie genug! So schön hat Gott die Welt gemacht! | Printemps, comme tu es bon et fidèle, Tu ne reviens jamais les mains vides ! Tu procures à nouveau des feuilles à l'arbre, Et une robe de couleurs à la petite fleur ! Tu procures le chant au petit oiseau, Par toi, le ciel rit si bleu ! Tu procures la lumière du soleil au monde. Mais, que m'as-tu apporté ? Petit oiseau de la forêt ! Tu chantes aujourd'hui Si tendrement, comme jamais auparavant ! Qu'un petit oiseau puisse voler de pure joie Vers le haut jusqu'à Dieu ! Chers petits oiseaux, continuez à chanter, Tant que votre petite poitrine le peut ! Chantez la splendeur printemps, Chantez l'amour et les délices du printemps ! Puissiez-vous chanter toujours, Le jour et la nuit des milliers d'années, Vous ne pourriez jamais chanter assez ! Dieu a créé le monde si beau ! |

## Composition
Le lied de 102 mesures en sol majeur est composé pour voix soliste et piano.

## Discographie
Il n'y a que deux enregistrements de Wie bist du Frühling, gut und treu :
- Robert Holzer (basse), Thomas Kerbl (piano), Anton Bruckner Lieder/Magnificat – CD : LIVA 046, 2011. NB : transposé en mi majeur.
- Elisabeth Wimmer (soprano), Daniel Linton-France (piano) sur le CD – Gramola 99195 : Bruckner, Anton – Böck liest Bruckner I, 3 octobre 2018 (en 3 parties)

## Sources
- August Göllerich, Anton Bruckner. Ein Lebens- und Schaffens-Bild, vers 1922 – édition posthume par Max Auer, G. Bosse, Ratisbonne, 1932
- Anton Bruckner – Sämtliche Werke, Band XXIII/1: Lieder für Gesang und Klavier (1851-1882), Musikwissenschaftlicher Verlag der Internationalen Bruckner-Gesellschaft, Angela Pachovsky (Éditeur), Vienne, 1997
- Cornelis van Zwol, Anton Bruckner 1824-1896 – Leven en werken, uitg. Thot, Bussum, Pays-Bas, 2012.  (ISBN 978-90-6868-590-9)
- Uwe Harten, Anton Bruckner. Ein Handbuch. Residenz Verlag, Salzbourg, 1996.  (ISBN 3-7017-1030-9).